# Avro Canada

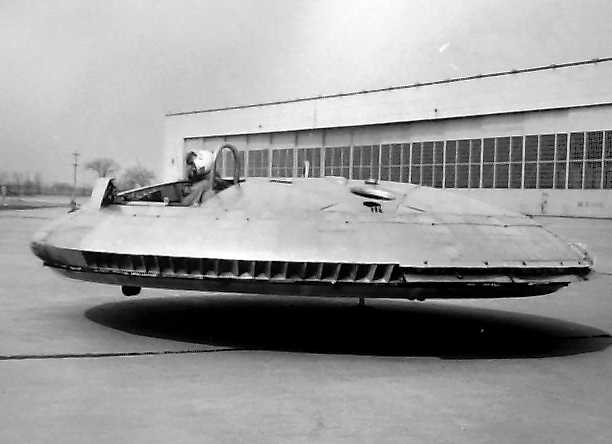
Avro Canada VZ-9-AV Avrocar

Avro Kanada – kanadyjska firma zaangażowana w rozwój i produkcję samolotów do celów wojskowych, oraz w mniejszym stopniu w niektóre projekty cywilne.

## Charakterystyka
Firma Avro Kanada w ciągu trzynastu lat była trzecią pod względem wielkości firmą w Kanadzie i znajdowała się wśród stu największych firm na świecie. Zatrudniono ponad 50 000 ludzi. Do najszerzej znanych produktów firmy należą naddźwiękowy myśliwiec Avro Canada CF-100 Canuck i samolot ze skrzydłami w układzie delta Avro Canada CF-105 Arrow

## Produkcja samolotów
Pierwszy dwumiejscowy odrzutowy myśliwiec Avro Canada CF-100 Canuck odbył lot na początku 1950 roku. Pierwotnie był przeznaczony do patrolowania rozległego obszaru północnej Kanady, jednak służył także w bazach NATO w Europie, a także był używany przez belgijskie siły powietrzne. Mimo że samolot został zaprojektowany jako poddźwiękowy, pilot Janusz Żurakowski podczas lotu prototypem samolotu w 1952 roku przekroczył prędkość dźwięku. Wyprodukowano w sumie 692 samolotów. Samolot został wycofany ze służby w 1981 roku. Interceptor Avro Canada CF-103 miał być następcą tego samolotu, na podstawie którego został opracowany. Jednak nie spełnił oczekiwań przez co prace nad projektem samolotu zostały wstrzymane.  
Dwumiejscowy samolot pionowego startu i lądowania Avro Canada VZ-9-AV Avrocar w kształcie dysku został opracowany w ramach tajnego projektu finansowanego przez Amerykanów przeznaczonego dla Sił Powietrznych Stanów Zjednoczonych oraz amerykańskiej armii. Wyprodukowano tylko dwa samoloty. Samolot oblatano pod koniec 1959 roku, ale jego właściwości nie były zadowalające. Amerykanie wstrzymali finansowanie projektu w 1961 roku.
Samolot transportowy średniego zasięgu Avro Canada C-102 Jetliner był po samolocie De Havilland Comet drugim na świecie samolotem transportowym z silnikiem odrzutowym. Duże zainteresowanie projektem samolotu wykazywał Howard Hughes. Firma Avro Kanada przerwała pracę nad projektem, ponieważ wyniki samolotu Avro Canada CF-100 Canuck były zadowalające. Prototyp samolotu został później zezłomowany. Naddźwiękowy dwusilnikowy myśliwiec ze skrzydłem w układzie delta Avro Canada CF-105 Arrow był pierwotnie przeznaczony do zastąpienia stosunkowo powolnej maszyny Avro Canada CF-100 Canuck. Pierwszy lot odbył się wiosną 1958 roku, a właściwości samolotu okazały się bardzo dobre (w tym czasie zdobyła kilka rekordów). Jednak wykonano tylko pięć sztuk. Kilkadziesiąt maszyn było w budowie w momencie zakończenia produkcji.

## Silniki lotnicze
Zależna spółka Orenda Engines zajmowała się rozwojem i produkcją silników lotniczych. W latach 1953–1954 opracowano silniki odrzutowe PS.13 Iroquois dla samolotów bojowych Avro Canada CF-105 Arrow. Produkcja silników została wstrzymana w lutym 1959 roku, wraz z zaprzestaniem produkcji samolotu. Firma następnie produkowała silniki na podstawie licencji od innych producentów silników lotniczych.

## Późniejsze lata
W 1959 roku nowy rząd kanadyjski wstrzymał finansowanie produkcji samolotu Avro Canada CF-105 Arrow. Na podstawie tej decyzji zwolniono około 50 000 pracowników pracujących przy projekcie samolotu. Wielu pracowników firmy przeniosło się do NASA, gdzie następnie pracowali nad wieloma projektami, w tym nad programem Apollo. Inni zostali zaangażowani w projekt samolotu Concorde. Firma Avro Kanada istniała do 1962 roku. 

## Wyprodukowane samoloty
| Samolot                     | Opis                         | Liczba miejsc | Oblot | Wprowadzenie do eksploatacji    | Liczba            |
| Avro Canada CF-100 Canuck   | Myśliwiec                    | 1–2           | 1950  | 1952 (Royal Canadian Air Force) | 692 sztuk         |
| Avro Canada C-102 Jetliner  | Samolot transportowy         | 36            | 1949  | Wycofany przed wprowadzeniem    | 1 prototyp        |
| Avro Canada CF-103          | Myśliwiec                    | 2             | –     | Projekt wstrzymany w 1951 roku  | Nie wyprodukowany |
| Avro Canada CF-105 Arrow    | Naddźwiękowy myśliwiec       | 2             | 1958  | Projekt wstrzymany w 1959 roku  | 5 sztuk           |
| Avro Canada VZ-9-AV Avrocar | Samolot doświadczalny (VTOL) | 2             | 1959  | Jazdy testowe                   | 2 prototypy       |